# Philip Morin
Philip Morin (* 17. Juni 1996) ist ein schwedischer Automobilrennfahrer.

## Karriere
Philip Morin begann 2005 seine Motorsportlaufbahn im Kartsport. Dort fuhr er bis 2013 in verschiedenen Serien. Seine besten Gesamtplatzierungen erzielte er 2008, 2010, 2011 und 2013 mit dem Sieg in der jeweiligen Kartserie.
2014 stieg er in den Formelsport ein und startete eine Saison im Formel Renault 2.0 Northern European Cup, die er mit dem 27. Gesamtrang beendete.
Danach wechselte er in den Markenpokalsport und ging von 2015 bis 2017 im Porsche Carrera Cup Skandinavien an den Start. Dort gewann er 2016 den Vize-Meistertitel. Parallel fuhr er als Gaststarter von 2015 bis 2017 einige Rennen im Porsche Carrera Cup Deutschland. Im Porsche Supercup trat er mit dem Team Martinet By Alméras 2017 an und wurde 12. im Gesamtklassement.
2016 fuhr er mit einem Seat Leon STCC für das PWR Racing - SEAT Dealer Team drei Rennen in der Scandinavian Touring Car Championship und wurde 12. in der Gesamtwertung. 2018 trat er nochmals mit dem Team in der Nachfolgeserie TCR Scandinavia Touring Car Championship auf einem Cupra TCR an und wurde zum Saisonende Fünfter.
In der Swedish GT Series ging Morin 2017 mit einem Porsche Cayman GT4 zu zwei Rennen an den Start und erzielte den achten Platz in der GTB-Wertung.